# Sutherlin (Oregon)
Sutherlin – miasto w  Stanach Zjednoczonych. Położone w południowo-zachodniej części stanu Oregon w hrabstwie Douglas. W roku 2013 zamieszkiwane przez 7 763 mieszkańców.

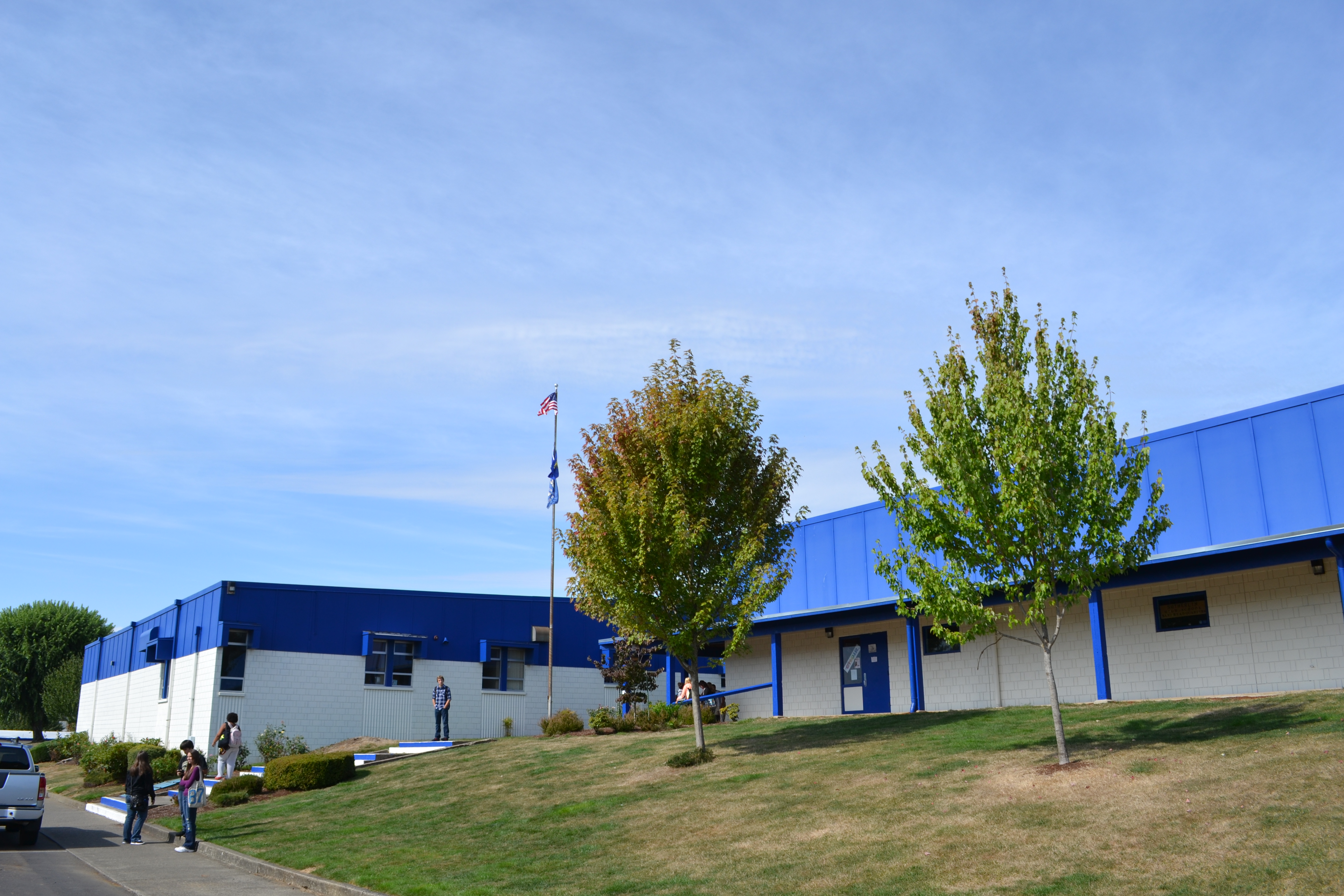
Liceum w Sutherlin